# Brilliant Adventure (1992–2001)
Brilliant Adventure (1992–2001) es una caja recopilatoria del músico británico David Bowie, publicada el 26 de noviembre de 2021. Una continuación a las compilaciones Five Years (1969–1973), Who Can I Be Now? (1974–1976), A New Career in a New Town (1977–1982) y Loving the Alien (1983–1988), la colección cubre la carrera de Bowie desde 1992 hasta 2001, con alrededor de 18 LPs.
Exclusivamente a la recopilación está BBC Radio Theatre, un álbum en vivo mostrando la presentación en vivo de Bowie en 2000 en el BBC Radio Theatre y Re:Call 5, una nueva compilación de sencillos sin álbumes, editados y lados B.
La caja recopilatoria contiene las versiones remasterizadas de los álbumes de estudio Black Tie White Noise, The Buddha of Suburbia, 1. Outside, Earthling y 'hours...'. También está presente la versión finalizada de Toy, un álbum de regrabaciones que fue producido a mediados de 2000 y con una fecha de lanzamiento de 2001. Una versión alternativa de Toy, la cual contenía prototipos de las canciones «Slip Away» y «Afraid» pero excluyendo «Can't Help Thinking About Me» y «Karma Man», fue previamente filtrada en 2011.

## Lista de canciones

### Black Tie White Noise(2021 remaster)
Todas las canciones escritas y compuestas por David Bowie, excepto donde está anotado. 
| Lista de canciones |                                           |                                     |                       |          |  |
| N.º                | Título                                    | Letras                              | Música                | Duración |  |
| 1.                 | «The Wedding» (instrumental)              |                                     |                       | 5:04     |  |
| 2.                 | «You've Been Around»                      |                                     | Bowie, Reeves Gabrels | 4:45     |  |
| 3.                 | «I Feel Free» (con Mick Ronson)           | Pete Brown                          | Jack Bruce            | 4:52     |  |
| 4.                 | «Black Tie White Noise» (con Al B. Sure!) |                                     |                       | 4:52     |  |
| 5.                 | «Jump They Say»                           |                                     |                       | 4:22     |  |
| 6.                 | «Nite Flights»                            | Noel Scott Engel                    | Engel                 | 4:30     |  |
| 7.                 | «Pallas Athena»                           |                                     |                       | 4:40     |  |
| 8.                 | «Miracle Goodnight»                       |                                     |                       | 4:14     |  |
| 9.                 | «Don't Let Me Down & Down»                | Tahra Mint Hembara, Martine Valmont | Hembara               | 4:55     |  |
| 10.                | «Looking for Lester» (instrumental)       |                                     | Bowie, Nile Rodgers   | 5:36     |  |
| 11.                | «I Know It's Gonna Happen Someday»        | Morrissey                           | Mark E. Nevin         | 4:14     |  |
| 12.                | «The Wedding Song»                        |                                     |                       | 4:29     |  |

### The Buddha of Suburbia(2021 remaster)
Todas las canciones escritas y compuestas por David Bowie. 
| Lista de canciones |                                              |          |  |
| N.º                | Título                                       | Duración |  |
| 1.                 | «The Buddha of Suburbia»                     | 4:28     |  |
| 2.                 | «Sex and the Church»                         | 6:25     |  |
| 3.                 | «South Horizons»                             | 5:26     |  |
| 4.                 | «The Mysteries»                              | 7:12     |  |
| 5.                 | «Bleed Like a Craze, Dad»                    | 5:22     |  |
| 6.                 | «Strangers When We Meet»                     | 4:58     |  |
| 7.                 | «Dead Against It»                            | 5:48     |  |
| 8.                 | «Untitled No. 1»                             | 5:01     |  |
| 9.                 | «Ian Fish, U.K. Heir»                        | 6:27     |  |
| 10.                | «The Buddha of Suburbia» (con Lenny Kravitz) | 4:19     |  |

### Outside(2021 remaster)
Todas las letras escritas por David Bowie.
| Lista de canciones |                                               |                                                                                  |                                           |          |  |
| N.º                | Título                                        | Música                                                                           | Cantado desde la perspectiva de           | Duración |  |
| 1.                 | «Leon Takes Us Outside»                       | Bowie, Brian Eno, Reeves Gabrels, Mike Garson, Erdal Kızılçay, Sterling Campbell | Leon Blank                                | 1:25     |  |
| 2.                 | «Outside»                                     | Bowie, Kevin Armstrong                                                           | prólogo                                   | 4:04     |  |
| 3.                 | «The Hearts Filthy Lesson»                    | Bowie, Eno, Gabrels, Garson, Kızılçay, Campbell                                  | Detective Nathan Adler                    | 4:57     |  |
| 4.                 | «A Small Plot of Land»                        | Bowie, Eno, Gabrels, Garson, Kızılçay, Campbell                                  | Los residentes de Oxford Town, New Jersey | 6:36     |  |
| 5.                 | «Segue – Baby Grace (A Horrid Cassette)»      | Bowie, Eno, Gabrels, Garson, Kızılçay, Campbell                                  | Baby Grace Blue                           | 1:39     |  |
| 6.                 | «Hallo Spaceboy»                              | Bowie, Eno                                                                       | Paddy                                     | 5:14     |  |
| 7.                 | «The Motel»                                   | Bowie                                                                            | Leon Blank                                | 6:49     |  |
| 8.                 | «I Have Not Been to Oxford Town»              | Bowie, Eno                                                                       | Leon Blank                                | 3:47     |  |
| 9.                 | «No Control»                                  | Bowie, Eno                                                                       | Detective Nathan Adler                    | 4:33     |  |
| 10.                | «Segue – Algeria Touchshriek»                 | Bowie, Eno, Gabrels, Garson, Kızılçay, Campbell                                  | Algeria Touchshriek                       | 2:03     |  |
| 11.                | «The Voyeur of Utter Destruction (as Beauty)» | Bowie, Eno, Gabrels                                                              | El artista/Minotauro                      | 4:21     |  |
| 12.                | «Segue – Ramona A. Stone/I Am with Name»      | Bowie, Eno, Gabrels, Garson, Kızılçay, Campbell                                  | Ramona A. Stone y sus secuaces            | 4:01     |  |
| 13.                | «Wishful Beginnings»                          | Bowie, Eno                                                                       | El artista/Minotauro                      | 5:08     |  |
| 14.                | «We Prick You»                                | Bowie, Eno                                                                       | Miembros de la Corte de Justicia          | 4:33     |  |
| 15.                | «Segue – Nathan Adler»                        | Bowie, Eno, Gabrels, Garson, Kızılçay, Campbell                                  | Detective Nathan Adler                    | 1:00     |  |
| 16.                | «I'm Deranged»                                | Bowie, Eno                                                                       | El artista/Minotauro                      | 4:31     |  |
| 17.                | «Thru' These Architects Eyes»                 | Bowie, Gabrels                                                                   | Leon Blank                                | 4:22     |  |
| 18.                | «Segue – Nathan Adler»                        | Bowie, Eno                                                                       | Detective Nathan Adler                    | 0:28     |  |
| 19.                | «Strangers When We Meet»                      | Bowie                                                                            | Leon Blank                                | 5:07     |  |

### Earthling(2021 remaster)
Todas las letras escritas por David Bowie, toda la música compuesta por Bowie, Reeves Gabrels y Mark Plati, excepto donde está anotado. 
| Lista de canciones |                                   |                  |          |  |
| N.º                | Título                            | Música           | Duración |  |
| 1.                 | «Little Wonder»                   |                  | 6:02     |  |
| 2.                 | «Looking for Satellites»          |                  | 5:21     |  |
| 3.                 | «Battle for Britain (The Letter)» |                  | 4:48     |  |
| 4.                 | «Seven Years in Tibet»            | Bowie, Gabrels   | 6:22     |  |
| 5.                 | «Dead Man Walking»                | Bowie, Gabrels   | 6:50     |  |
| 6.                 | «Telling Lies»                    | Bowie            | 4:49     |  |
| 7.                 | «The Last Thing You Should Do»    |                  | 4:57     |  |
| 8.                 | «I'm Afraid of Americans»         | Bowie, Brian Eno | 5:00     |  |
| 9.                 | «Law (Earthlings on Fire)»        | Bowie, Gabrels   | 4:48     |  |

### Hours(2021 remaster)
Todas las letras escritas por David Bowie y Reeves Gabrels, excepto «What's Really Happening?», escrita por Alex Grant.
| Lista de canciones |                                       |          |  |
| N.º                | Título                                | Duración |  |
| 1.                 | «Thursday's Child»                    | 5:24     |  |
| 2.                 | «Something in the Air»                | 5:46     |  |
| 3.                 | «Survive»                             | 4:11     |  |
| 4.                 | «If I'm Dreaming My Life»             | 7:04     |  |
| 5.                 | «Seven»                               | 4:04     |  |
| 6.                 | «What's Really Happening?»            | 4:10     |  |
| 7.                 | «The Pretty Things Are Going to Hell» | 4:40     |  |
| 8.                 | «New Angels of Promise»               | 4:35     |  |
| 9.                 | «Brilliant Adventure»                 | 1:54     |  |
| 10.                | «The Dreamers»                        | 5:14     |  |

### BBC Radio Theatre, London, June 27, 2000

#### Disco uno
1. «Wild Is the Wind»
2. «Ashes to Ashes»
3. «Seven»
4. «This Is Not America»
5. «Absolute Beginners»
6. «Always Crashing in the Same Car»
7. «Survive»
8. «The London Boys»
9. «I Dig Everything»
10. «Little Wonder»

#### Disco dos
1. «The Man Who Sold the World»
2. «Fame»
3. «Stay»
4. «Hallo Spaceboy»
5. «Cracked Actor»
6. «I'm Afraid of Americans»
7. «All the Young Dudes»
8. «Starman»
9. «“Heroes”»
10. «Let's Dance»

### Toy
Todas las canciones escritas y compuestas por David Bowie. 
| Lista de canciones |                                 |          |  |
| N.º                | Título                          | Duración |  |
| 1.                 | «I Dig Everything»              | 5:03     |  |
| 2.                 | «You've Got a Habit of Leaving» | 4:48     |  |
| 3.                 | «The London Boys»               | 3:47     |  |
| 4.                 | «Karma Man»                     | 3:46     |  |
| 5.                 | «Conversation Piece»            | 3:53     |  |
| 6.                 | «Shadow Man»                    | 4:40     |  |
| 7.                 | «Let Me Sleep Beside You»       | 3:14     |  |
| 8.                 | «Hole in the Ground»            | 3:32     |  |
| 9.                 | «Baby Loves That Way»           | 4:37     |  |
| 10.                | «Can't Help Thinking About Me»  | 3:25     |  |
| 11.                | «Silly Boy Blue»                | 5:35     |  |
| 12.                | «Toy (Your Turn to Drive)»      | 4:16     |  |

### Re:Call 5(remastered tracks)

#### Disco uno
1. «Real Cool World» (Sounds from the Cool World version)
2. «Jump They Say» (single version)
3. «Lucy Can't Dance»
4. «Black Tie White Noise» (radio edit)
5. «Don't Let Me Down & Down» (Indonesian vocal version)
6. «Buddha of Suburbia» (single version)
7. «The Hearts Filthy Lesson» (radio edit)
8. «Nothing to Be Desired»
9. «Strangers When We Meet» (edit)
10. «Get Real»
11. «The Man Who Sold the World» (live Eno mix)
12. «I'm Afraid of Americans» (Showgirls version)
13. «Hallo Spaceboy» (remix)
14. «I Am with Name» (alternative version)
15. «A Small Plot of Land» (long Basquiat version)

#### Disco dos
1. «Little Wonder» (edit)
2. «A Fleeting Moment» (aka «Seven Years In Tibet» – Mandarin version)
3. «Dead Man Walking» (edit)
4. «Seven Years in Tibet» (edit)
5. «Planet of Dreams»
6. «I'm Afraid of Americans» (V1 – edit)
7. «I Can't Read» (The Ice Storm long version)
8. «A Foggy Day in London Town»
9. «Fun» (BowieNet mix)
10. «The Pretty Things Are Going to Hell» (Stigmata version)
11. «Thursday's Child» (radio edit)
12. «We All Go Through»
13. «No One Calls»

#### Disco tres
1. «We Shall Go to Town»
2. «1917»
3. «The Pretty Things Are Going to Hell» (edit)
4. «Thursday's Child» (Omikron: The Nomad Soul version)
5. «New Angels of Promise» (Omikron: The Nomad Soul version)
6. «The Dreamers» (Omikron: The Nomad Soul version)
7. «Seven» (demo)
8. «Survive» (Marius de Vries mix)
9. «Something in the Air» (American Psycho remix)
10. «Seven» (Marius de Vries mix)
11. «Pictures of Lily»

## Posicionamiento
| Gráfica (2021)                  | Pico de posición |
| ------------------------------- | ---------------- |
| Austria (Ö3 Austria Top 40)     | 35               |
| Bélgica (Flandes) (Ultratop 50) | 33               |
| Bélgica (Valonia) (Ultratop 50) | 28               |
| Países Bajos (Album Top 100)    | 58               |
| Alemania (Offizielle Top 100)   | 23               |
| Irlanda (IRMA)                  | 87               |
| Escocia (Scottish Albums Chart) | 18               |
| Suiza (Schweizer Hitparade)     | 40               |
| Reino Unido (UK Albums Chart)   | 24               |